# Alice DeeJay
Alice Deejay är ett nederländskt eurodancekollektiv från Amsterdam, bildat 1998 av DJ Jurgen. Originaluppsättningen bestod av ett flertal producenter, med sångerskan och dansaren Judith "Judy" Pronk som frontfigur. De slog igenom 1999 med hitsingeln "Better Off Alone". Gruppen upplöstes 2002 men återförenades 2014 under namnet Alice DJ med Ilona som ny sångerska.

## Historia

### Bildandet
1998 kom DJ Jurgen i kontakt med producentduon Pronti & Kalmani (Sebastiaan Molijn och Eelke Kalberg) genom ägaren till en lokal nattklubb i Amsterdam där Pronti & Kalmani huserade. Pronti & Kalmani hade en liten studio på vindsvåningen av byggnaden där de visade upp en tidig, instrumental version av låten "Better Off Alone". Samarbetet inleddes och tillsammans med frontkvinnan Judith Pronk samt bakgrundsdansarna Mila Levesque och Angelique Versnel bildades 1999 Alice Deejay. Projektet blev snabbt till ett större kollektiv när Pronti & Kalmani började samarbeta med Danski & DJ Delmundo (Dennis Van Der Driesschen & Wessel Van Diepen) från Vengaboys. DJ Delmundo drev skivbolaget Violent Music BV samt inspelningsstudion Violent Studios (Studio 4045) i Hilversum, där "Better Off Alone" sedan spelades in.

### Höjdpunkten
"Better Off Alone" släpptes som singel i maj 1999 och blev en oväntad succé världen runt, med topp 5-placeringar i Australien, Irland, Kanada, Norge, Sverige och Storbritannien. Den följdes upp i oktober 1999 av "Back in My Life", som också klättrade högt på listorna och blev en singeletta på norska VG-listan. Därefter släppte Alice Deejay i mars 2000 sitt första och enda album Who Needs Guitars Anyway?. På albumet hade ytterligare en rad producenter medverkat med låtar, däribland J. Gielen & S. Maes och M. van der Kuy & R. Schutrups. Omslaget till originalutgåvan visar Pronk sittande på nålen av en skivspelare iförd endast en cowboyhatt, vilket skapade stor kontrovers och delade meningar bland fansen. Två andra omslag har senare tillkommit. Från Who Needs Guitars Anyway? släpptes ytterligare tre singlar–"Will I Ever", "The Lonely One" och "Celebrate Our Love"–som gradvis minskade listframgångarna.

### Splittring
Gruppen gjorde sitt sista framträdande tillsammans den 9 november 2002 i Utrecht. Pronk meddelade senare samma år att projektet hade upplösts. Hon beslutade därefter att sluta med musiken och istället göra karriär som makeup-artist och modekonsult. Pronti & Kalmani bildade ett nytt projekt, Candee Jay.

### Återförening med ny frontfigur
I samband med att David Guetta samplade "Better Off Alone" i sin nya singel "Play Hard" från 2013 fick Alice Deejay uppmärksamhet på nytt, vilket resulterade i en återförening 2014 där Pronk ersattes av Ilona. De tog sig an det något nedkortade gruppnamnet Alice DJ. Under 2023 turnerar två konstellationer av gruppen under olika namn, Alice DJ med Ilona på sång och Alice Deejay med Pronk på sång.

## Medlemmar
Nuvarande medlemmar
- Ilona – sång (2014–nutid)
- DJ Jurgen – produktion (1998–2002, 2014–nutid)
- Pronti & Kalmani (Sebastiaan Molijn & Eelke Kalberg) – produktion (1998–2002, 2014–nutid)

Tidigare medlemmar
- Judith "Judy" Pronk – sång, dans (1999–2002)
- Mila Levesque – dans (1999–2002)
- Angelique "Angel" Versnel – dans (1999–2002)
- Danski & DJ Delmundo (Dennis Van Der Driesschen & Wessel Van Diepen) – produktion (1999–2002)

## Diskografi

### Studioalbum
| Titel                     | Albumdetaljer                                                                             | Högsta listplaceringar | Högsta listplaceringar | Högsta listplaceringar | Högsta listplaceringar | Högsta listplaceringar | Högsta listplaceringar | Högsta listplaceringar | Högsta listplaceringar | Högsta listplaceringar | Högsta listplaceringar | Certifikat  |
| Titel                     | Albumdetaljer                                                                             | NLD                    | FIN                    | FRA                    | GER                    | IRL                    | NOR                    | SWE                    | SWI                    | UK                     | US                     | Certifikat  |
| ------------------------- | ----------------------------------------------------------------------------------------- | ---------------------- | ---------------------- | ---------------------- | ---------------------- | ---------------------- | ---------------------- | ---------------------- | ---------------------- | ---------------------- | ---------------------- | ----------- |
| Who Needs Guitars Anyway? | - Släppt: 28 mars 2000 - Skivbolag: Violent Records - Format: CD, LP, digital nedladdning | 27                     | 7                      | 45                     | 28                     | 8                      | 14                     | 24                     | 12                     | 8                      | 76                     | - BPI: Guld |

### Singlar
| Titel                                                                                  | År   | Högsta listplaceringar | Högsta listplaceringar | Högsta listplaceringar | Högsta listplaceringar | Högsta listplaceringar | Högsta listplaceringar | Högsta listplaceringar | Högsta listplaceringar | Högsta listplaceringar | Högsta listplaceringar | Certifikat                                                   | Album                     |
| Titel                                                                                  | År   | NLD                    | AUS                    | FRA                    | GER                    | IRL                    | NOR                    | SWE                    | SWI                    | UK                     | US                     | Certifikat                                                   | Album                     |
| -------------------------------------------------------------------------------------- | ---- | ---------------------- | ---------------------- | ---------------------- | ---------------------- | ---------------------- | ---------------------- | ---------------------- | ---------------------- | ---------------------- | ---------------------- | ------------------------------------------------------------ | ------------------------- |
| "Better Off Alone"                                                                     | 1999 | 9                      | 4                      | 6                      | 32                     | 3                      | 3                      | 5                      | 28                     | 2                      | 25                     | - ARIA: Guld - BPI: Platinum - IFPI SWE: Guld - SNEP: Guld   | Who Needs Guitars Anyway? |
| "Back in My Life"                                                                      | 1999 | 4                      | 19                     | 11                     | 17                     | 5                      | 1                      | 4                      | 19                     | 4                      | —                      | - BPI: Guld - IFPI NOR: Guld - IFPI SWE: Guld - SNEP: Silver | Who Needs Guitars Anyway? |
| "Will I Ever"                                                                          | 2000 | 8                      | —                      | 37                     | 33                     | 8                      | 16                     | 10                     | 25                     | 7                      | —                      |                                                              | Who Needs Guitars Anyway? |
| "The Lonely One"                                                                       | 2000 | 19                     | —                      | 60                     | 59                     | 32                     | —                      | 24                     | 72                     | 16                     | —                      |                                                              | Who Needs Guitars Anyway? |
| "Celebrate Our Love"                                                                   | 2001 | 25                     | —                      | 71                     | 71                     | 44                     | —                      | 33                     | 85                     | 17                     | —                      |                                                              | Who Needs Guitars Anyway? |
| "Better Off Alone 2015"                                                                | 2015 | —                      | —                      | —                      | —                      | —                      | —                      | —                      | —                      | —                      | —                      |                                                              |                           |
| "—" betecknar en utgivning som inte listnoterades eller som inte gavs ut i det landet. |      |                        |                        |                        |                        |                        |                        |                        |                        |                        |                        |                                                              |                           |